# مصانع (يريم)

تعديل مصدري - تعديل

مصانع محلة تابعة لقرية العدن، التابعة لعزلة بني مسلم بمديرية يريم إحدى مديريات محافظة إب في الجمهورية اليمنية.، بلغ تعداد سكانها 29 حسب تعداد اليمن لعام 2004.